# 川島松倉町
川島松倉町（かわしままつくらまち）は、岐阜県各務原市の地名。丁番を持たない単独町名である。

## 地理
各務原市の南西部の川島地区に位置し、木曽川本流の左岸になる。
町域の東部は川島小網町、西部は川島松原町、南部は川島松原町、川島河田町、川島竹早町、北部は上中屋町、下中屋町、川島笠田町に接する。
道路
- 県道180号松原芋島線
- 県道114号一宮各務原線

### 小字
※明治後期から昭和初期に作成された「羽島郡川島村大字ごとの字地図」による
- 上之島
- 北山
- 伊八島
- 大師前
- 柳原
- 前河原
- 伊勢山
- 寺前
- 河原屋敷
- 中山
- 西牛子

## 歴史
江戸時代は羽栗郡松倉村であり、旗本坪内氏領（一部尾張藩領）であった。また、牛子村とも称していた
1875年（明治8年）に中屋村の一部（字伊八島）が松倉村に編入される。1889年（明治22年）7月1日に松倉村、河田島村、笠田村、小網島村、松原島村の5ヶ村が合併し川島村が成立。大字松倉となる。
1956年（昭和31年）10月1日に町制施行により川島町となると同時に松倉町に改称。1970年（昭和45年）11月6日には河田町の一部、松倉町の一部、小網町の一部をもって竹早町が成立。
2004年（平成16年）11月1日、川島町が各務原市に編入されると同時に川島松倉町に改称する。

## 世帯数と人口
2024年（令和6年）4月1日現在の世帯数と人口は以下の通りである。
| 町丁       | 世帯数    | 人口    |
| ---------- | --------- | ------- |
| 川島松倉町 | 1,035世帯 | 2,604人 |

## 小・中学校の学区
市立小・中学校に通う場合、学区は以下の通りとなる。
| 番・番地等 | 小学校               | 中学校               |
| ---------- | -------------------- | -------------------- |
| 全域       | 各務原市立川島小学校 | 各務原市立川島中学校 |

## 交通
- 岐阜バス笠松川島線
- 各務原市ふれあいバス川島線
- 名鉄バス一宮・川島C線
- 名鉄バス木曽川線

## 主な施設
- 川島会館
  - 川島ほんの家
  - 各務原市木曽川文化史料館
  - 高齢者生きがいセンター川島園
- 河跡湖公園
- 松倉町公民館
- 榎神社 - 旧・村社
- 上ノ島神明神社 - 旧・郷社
- 神明神社（川島松倉町2348） - 旧・村社
- 神明神社（川島松倉町2427） - 旧・村社
- 神明秋葉神社（川島松倉町1029）
- 秋葉神社（川島松倉町2415）
- 金刀比羅神社
- 長光寺